# Бахмут (станция, Украина)
Железнодорожная станция Бахмут (укр. Бахмут; до 1924 года Бахмут II, в 1924—2016 годах Артёмовск-2 укр. Арте́мівськ-2) — станция Донецкой железной дороги.
Главная станция города Бахмут Донецкой области.
Станция обслуживает пригородные поезда и поезда дальнего следования.
В 2012 году впервые с 1953 г. произведён капитальный ремонт вокзального комплекса.

## Услуги вокзала
- Предупреждение о смене станции посадки пассажира
- Дополнительные услуги багажного отделения
- Платная справка
- Объявление по громкоговорителю (в том числе для предприятий)
- Хранение вещей в автоматической камере хранения в том числе крупногабаритных
- Хранение вещей в стационарных камерах хранения
- Доставка проездных документов
- Оформление проездных документов в специализированной кассе брони[2]

## Дальнее следование по станции
| № поезда | Маршрут движения | № поезда | Маршрут движения |
| -------- | ---------------- | -------- | ---------------- |

## Интересные факты
- На вокзале станции Артёмовск-2 в 2010 году проводились съёмки художественного фильма «В субботу» (Россия-Украина-Германия, режиссёр Александр Миндадзе), посвященному событиям на Чернобыльской АЭС, 30 июня, начиная с 10 часов утра, и в ночь с 30 июня на 1 июля. Здание вокзала выбрано, поскольку наиболее всего приближено к зданиям советского периода 1986 года (нет пластиковых окон, нового ремонта и др). Также на вокзале появились предметы быта 80 годов — автоматы с газировкой (нерабочих)[3].

## Фотогалерея

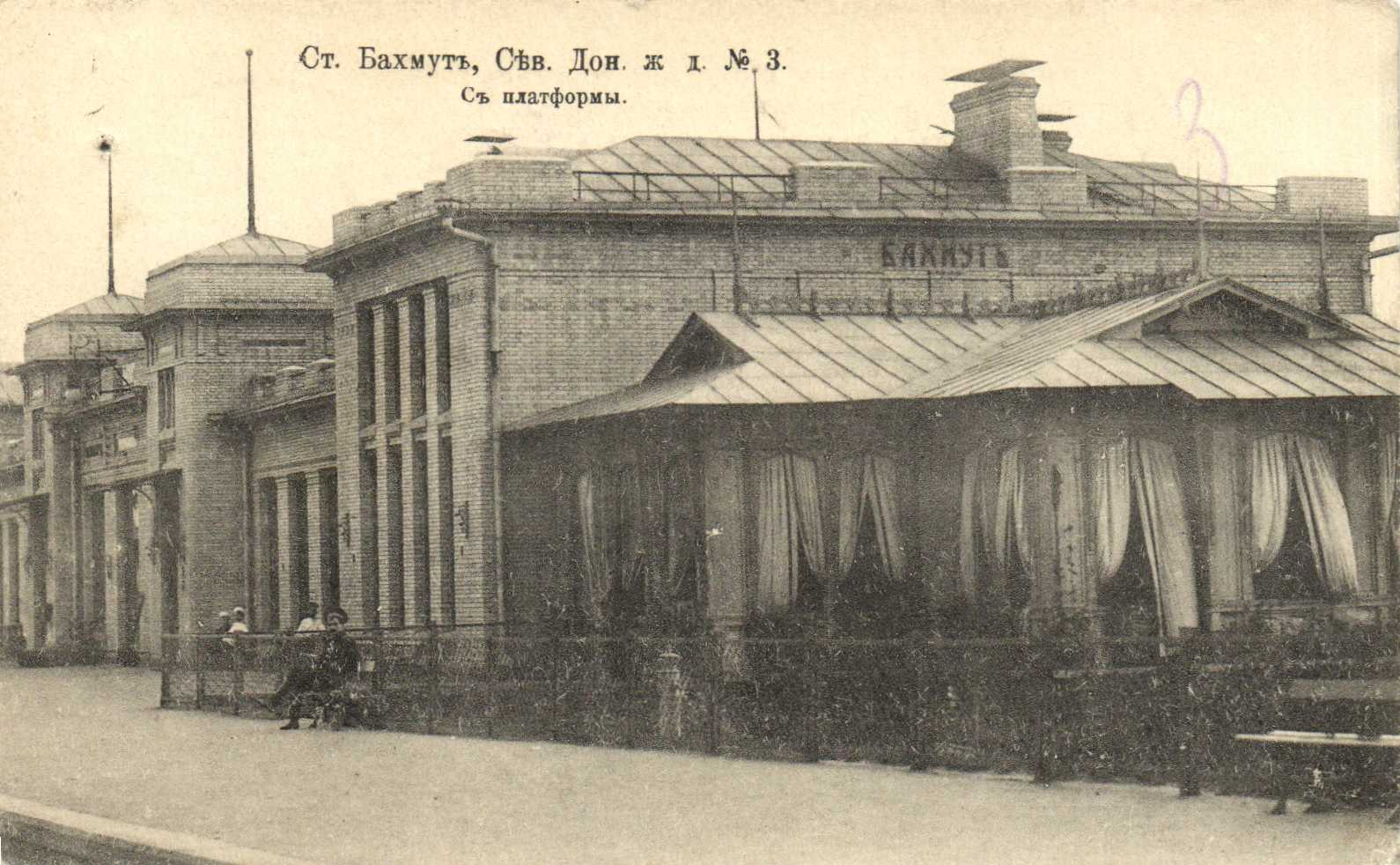
Станция Бахмут, 1917 год
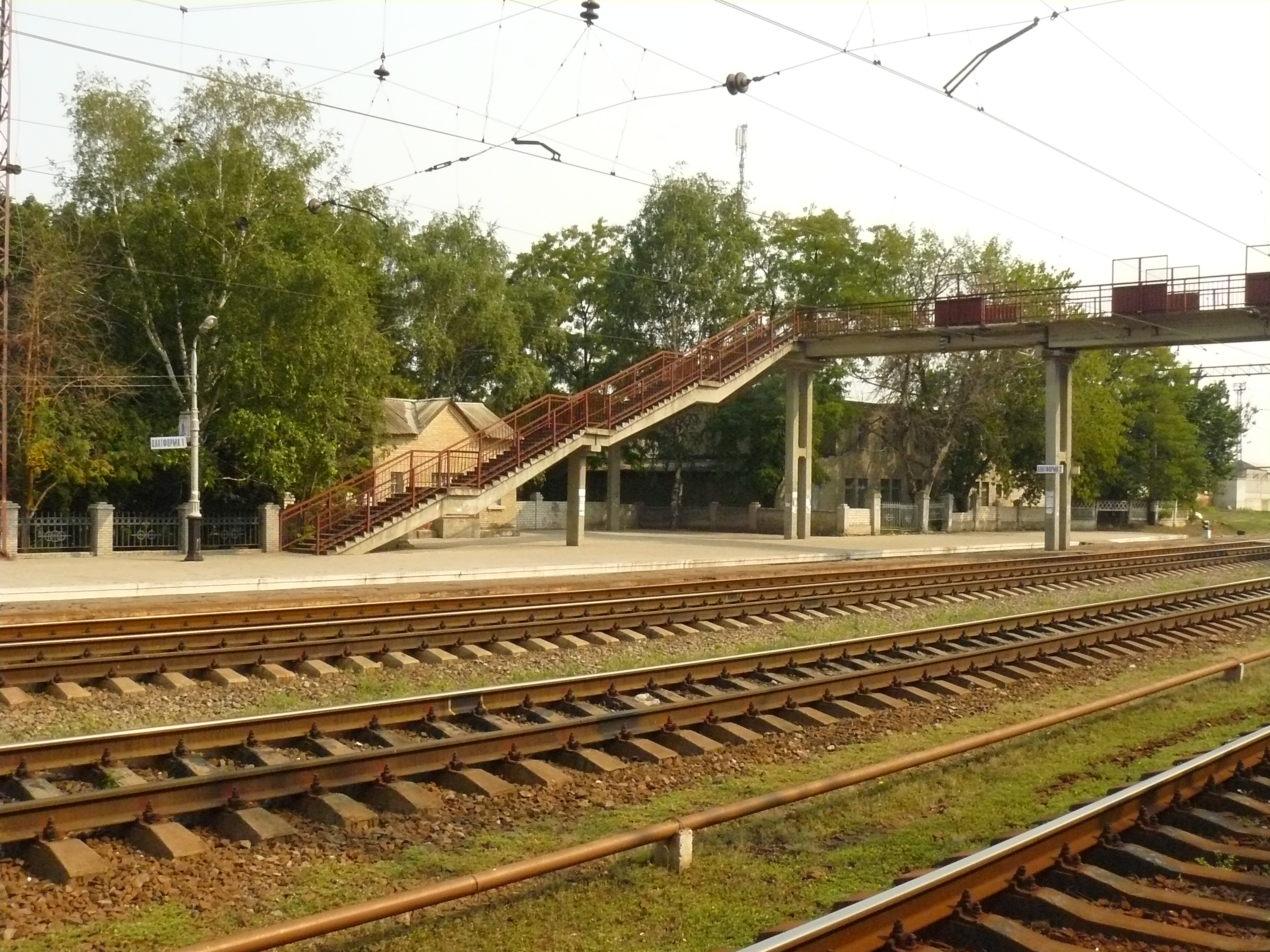
Платформа 1
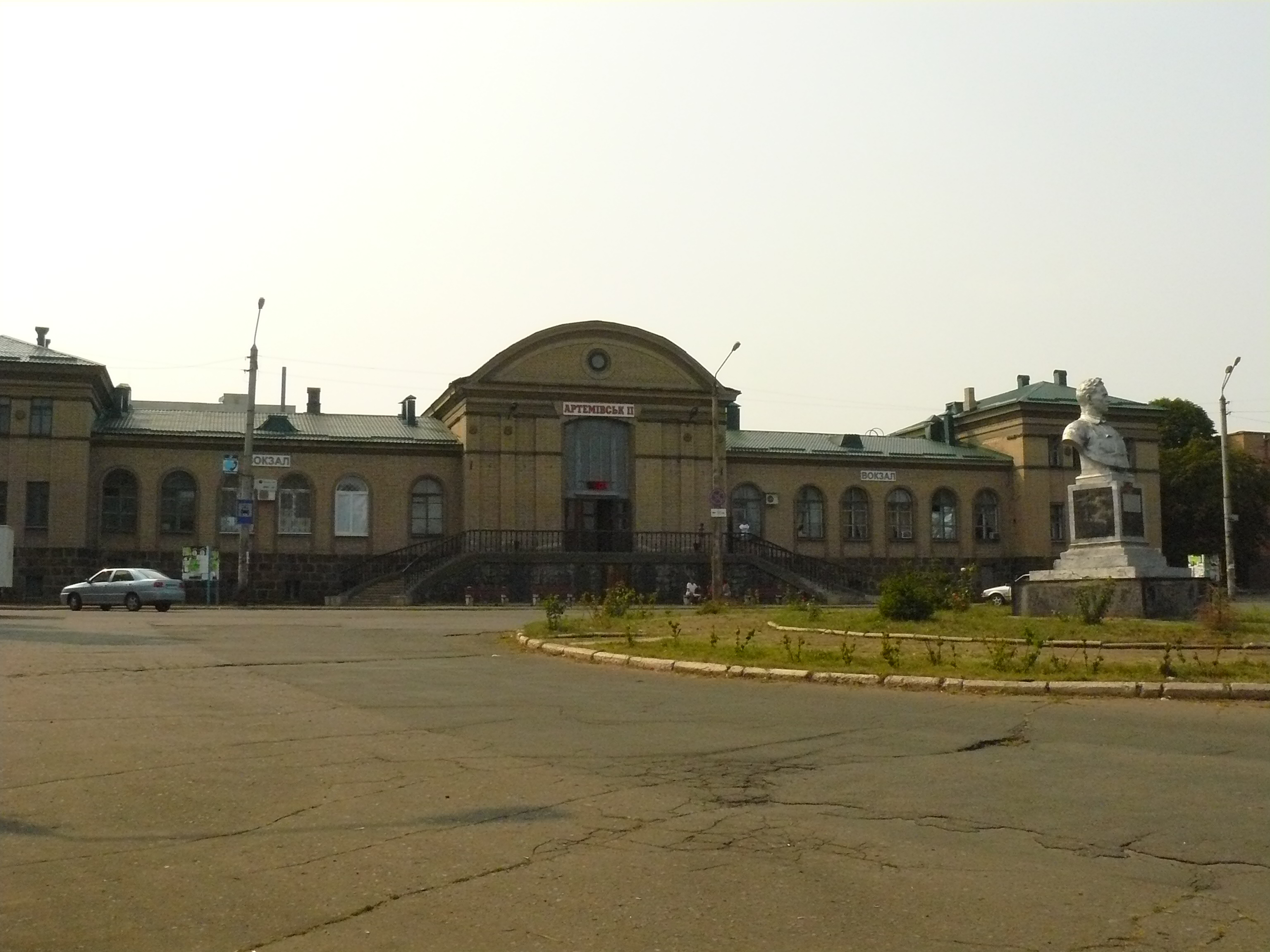
Площадь станции Бахмут. Памятник Артёму
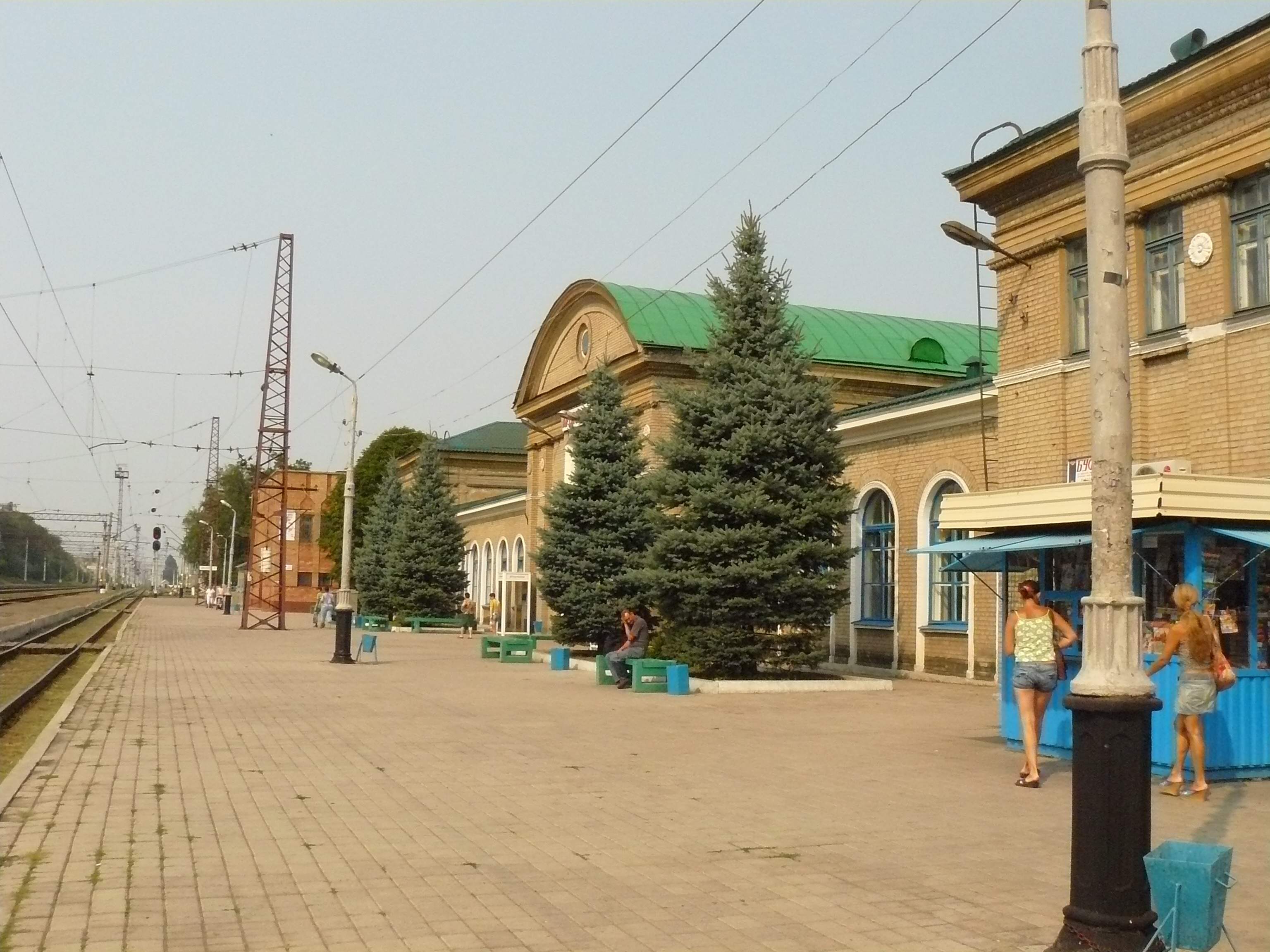
Вид с первой платформы на станцию Бахмут